# Entreteniment a bord

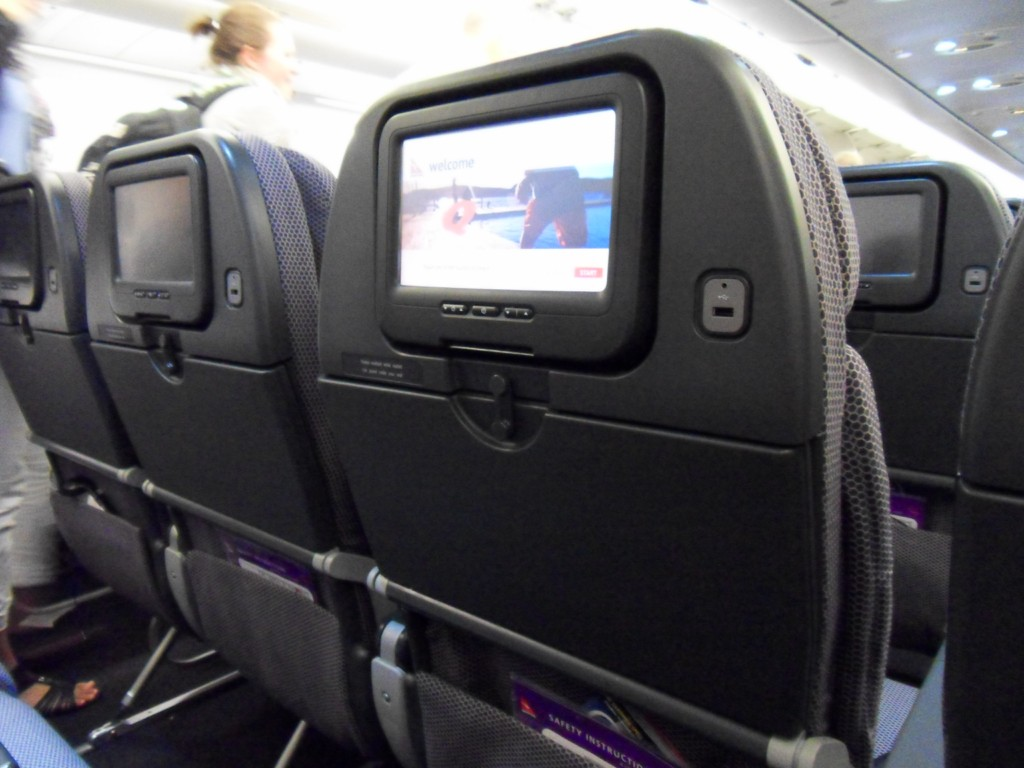
Sistema d'entreteniment a bord

L'entreteniment a bord (també conegut pel nom anglès in-flight entertainment, IFE), es refereix a les opcions d'entreteniment en un vol. Les opcions inclouen mapes en vídeo, entreteniment en àudio, programes, pel·lícules, televisió, jocs i Internet per Wi-Fi.

## Història
La primera aerolínia a oferir un sistema d'entreteniment en vol fou Aeromarine Airways, amb pel·lícules en avions amfibis el 1921. El 1932, Western Air Express fou la primera a transmetre televisió en un avió. Fou un recurs bastant popular durant l'era dels dirigibles. El Hindenburg, del 1936, tenia un piano, un saló, un bar i una sala per a fumadors. El 1963, Trans World Airlines fou la primera a oferir auriculars pneumàtics, que foren substituïts per auriculars electrònics el 1979. El 1988, Northwest Airlines fou la primera a oferir monitors individuals als seients, que eren de LCD amb una mida de 2,7 polzades.

## Entreteniment en els vaixells
Els viatges per mar són llargs i, en totes les èpoques i en vaixells de tota mena, els mariners i passatgers procuraven trencar la monotonia amb activitats variades. A vegades formatives i a vegades purament lúdiques.
Sense oblidar els vaixells moderns, ni els creuers turístics actuals, els entreteniments tradicionals més ben documentats són els dels vaixells de passatgers de l'època de la vela.

### Passar l'equador

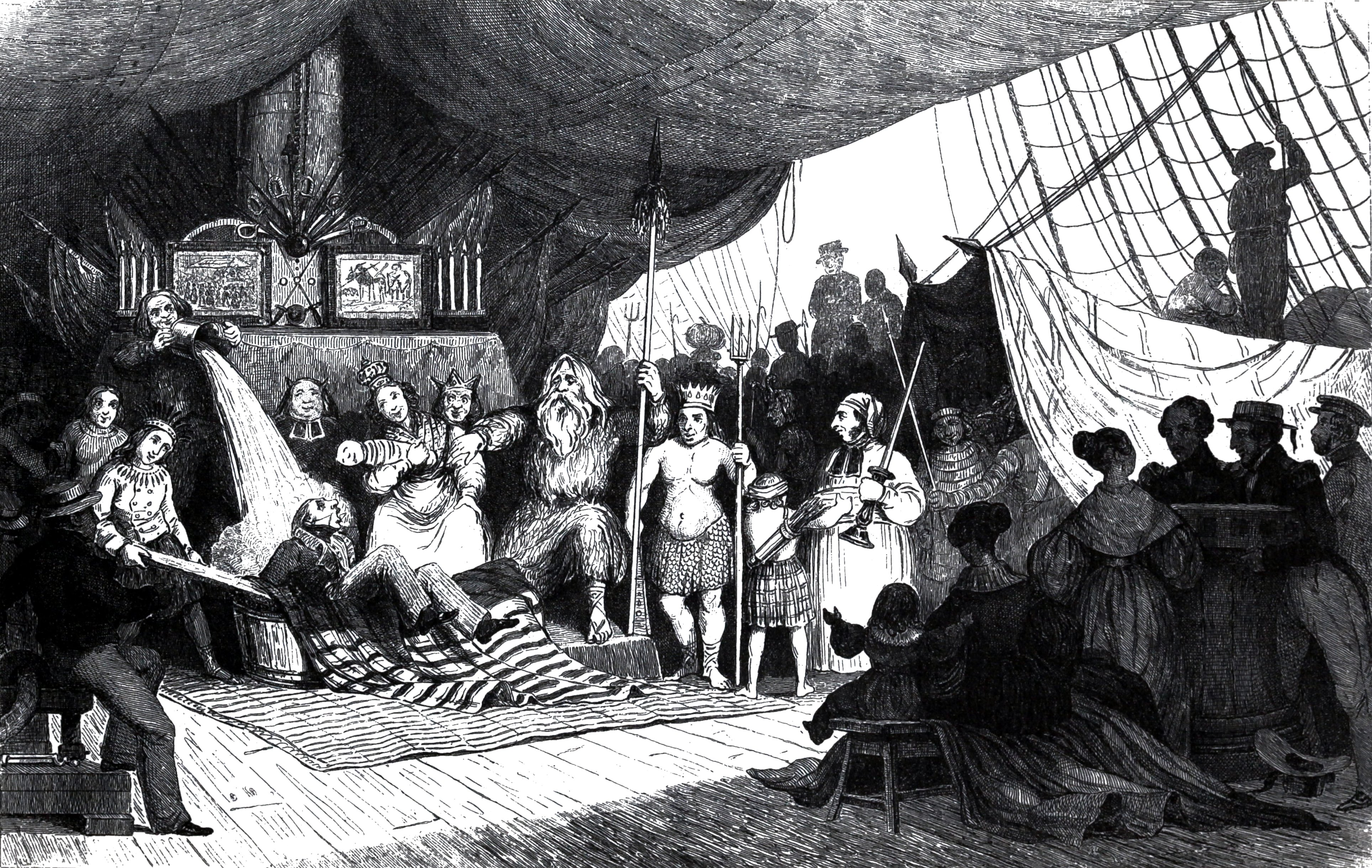
Cerimònia festiva del passatge de la línia equatorial a bord del vaixell la Méduse.

Des de temps antics el pas de l'hemisferi nord a l'hemisferi sud (o a l'inrevés) suposava un motiu de festa i de disbauxa. Calia batejar els neòfits i fer-los patir un munt de bromes no sempre innocents. Una descripció interessant d'un d'aquells passatges pot llegir-se en una carta de Jaume Aragó (Jacques Arago), germà de Francesc Aragó (François Arago). El ritual incloïa disfresses, personatges imaginaris, juraments estrambòtics i altres facècies.

### Jocs de taula en vaixells de guerra
Les ordenances navals britàniques regulaven i detallaven la llista de jocs de taula que havia d'embarcar cada vaixell de guerra, en funció del nombre de tripulants.

#### Jocs autoritzats i jocs prohibits
En vaixells de guerra hi ha algunes ordinacions navals relatives als jocs d'atzar i similars. Generalment prohibeixen els jocs vedats i les apostes; alguna vegada, esmenten i autoritzen els jocs autoritzats (sense detallar quins són). Simplificant molt les normes generals de terra ferma diuen que són jocs prohibits els daus i els naips. I autoritzats els escacs i les taules. En els vaixells devia ser el mateix.

### Artesania
Fabricar objectes d'artesania era una distracció molt popular. Alguns mariners feien models de vaixells, talles en fusta o treballs amb cordes. Per a ús personal o per a vendre o bescanviar.

### Passejar

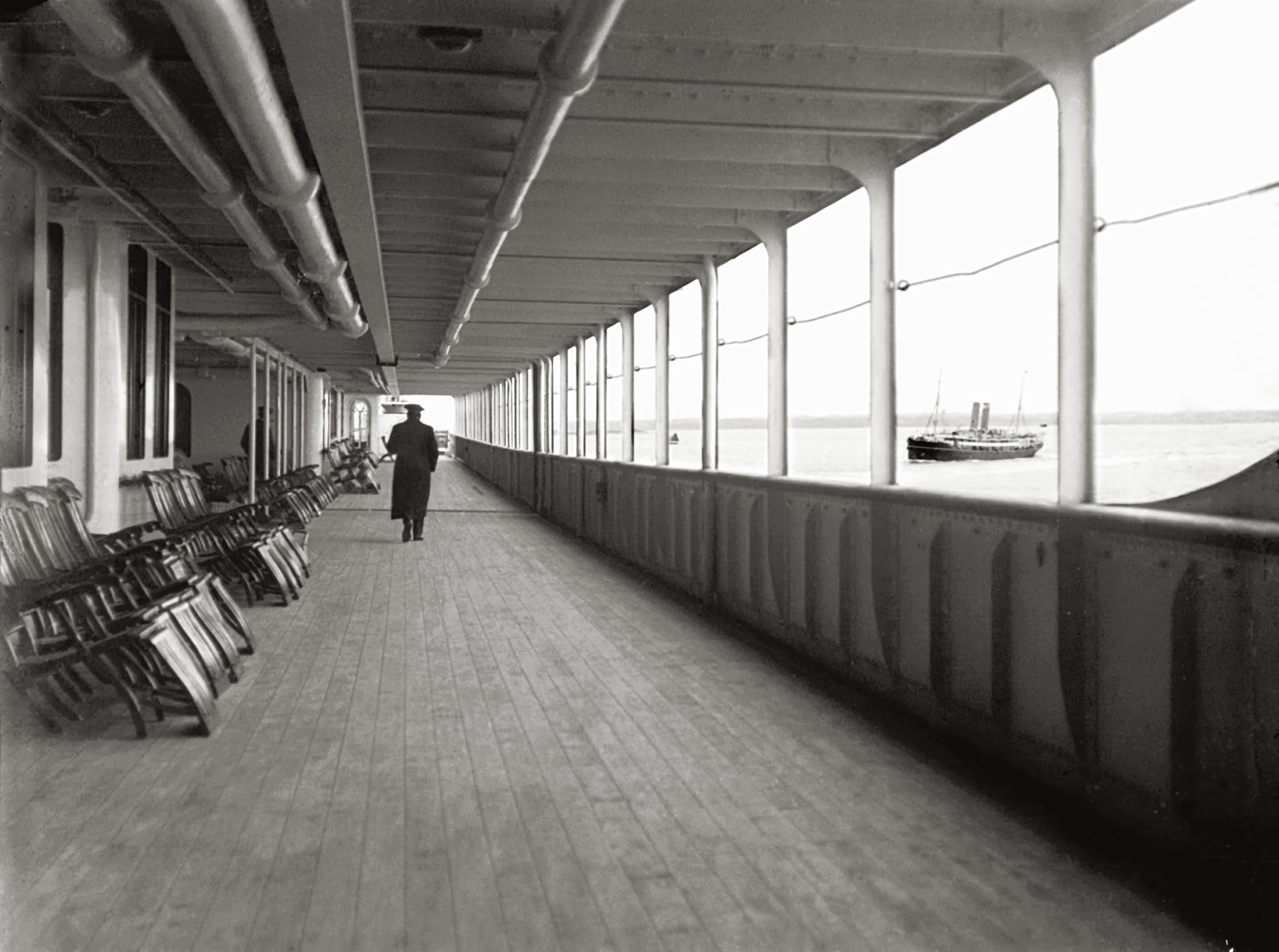
Coberta de passeig del vapor RMS Titanic.

En l'època de la navegació a vela, amb vaixells relativament petits i amb molts passatgers, una de les distraccions era passejar per la coberta de la nau (en zones i horaris autoritzats).

### Música
Tocar instruments i cantar, sempre en horaris i zones adequades, era molt apreciat pels passatgers. Com a protagonistes o com simples espectadors.

### Teatre i poesia
La representació de comèdies en alta mar està documentada en alguns viatges. Els actors eren els passatges i també els mariners. Lògicament en vaixells de guerra els papers femenins eren protagonitzats per homes.
A diferència de les representacions d'obres dramàtiques (difícils d'organitzar) les funcions amb actuacions individuals, recitant poemes o interpretant monòlegs eren molt freqüents.

### Ball
En vaixells militars les danses es limitaven a actuacions autoritzades pel capità (a vegades organitzades a instància seva). Els dansaires, del sexe masculí, executaven balls més o menys marcials (dansa del sabre i similars). En els vaixells de passatgers del segle xix, amb llargues travesses (des d'Anglaterra fins Austràlia, per exemple), s'arribaren a dissenyar i construir naus amb una gran sala de ball (sota coberta). Hi ha documentats casos de passatgers ballant en condicions marítimes prou extremades.
| «                                                           | 9th. Second cabin passengers are not allowed on the windward side of the vessel; but can promenade at all hours on the leeward side. 11th. Dancing and promenading on the poop from 7 till 9 p.m., when all passengers may enjoy themselves, but not abaft the mizen mast. The promenaders are not in any way to interrupt the dancers, but will be expected to promenade in parts of the poop where dancing is not being carried on. 9a. Els passatgers de segona classe no poden situar-se a la banda de sobrevent; però poden passejar a tota hora per la banda de sotavent. 11a. (Poden) Ballar i passejar-se per la popa des de les 7 pm fins a les 9 pm, temps en què poden entretenir-se segons el seu desig, però no més enrere de l'arbre de mitjana. Els que passegin han de procurar no destorbar els que ballen, s'espera que passegin en zones on no hi hagi gent dansant. | » |
| — RULES OF THE Lightning. ANTHONY ENRIGHT, Commander. 1855. | |   |

### Publicació de diaris a bord

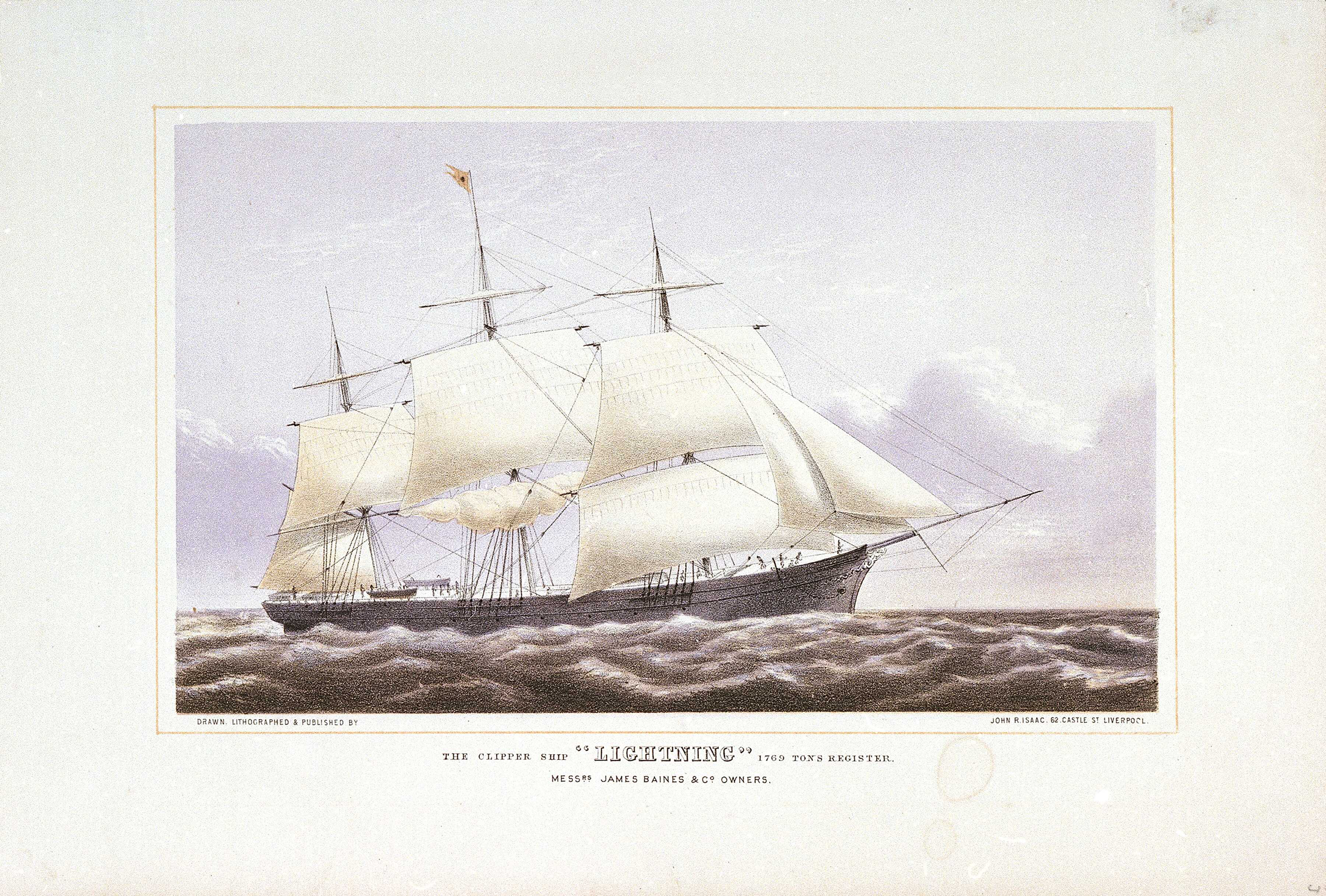
Clíper Lightning 1854.

En molts viatges, a instància d'alguns voluntaris, s'improvisava la publicació d'un diari de notícies i xafarderies. Alguns d'aquells diaris es conserven i són una font preciosa de notícies.
- Exemple: A bord del clíper Lightning s'imprimia en paper un diari setmanal, amb el títol de The Lightning Gazette.[22]

### Diaris personals i literatura
Hi ha una munió de diaris personals publicats escrits a bord d'un vaixell. També son relativament nombroses les obres literàries publicades realitzades en plena navegació. Un dels diaris personals típic fou el de Charles-Marie Brédif, enginyer del Corps des Mines a bord de La Méduse, que permeté conèixer molts detalls del viatge i del naufragi. El seu diari va recollir també la descripció del passatge de la línia tropical.

### Ajudar en les tasques de navegació
Ajudar de forma voluntària (i amb permís del capità) en tasques que no són responsabilitat del tripulant o passatger era una forma de passar el temps. Un exemple molt antic el proposava Ramon Muntaner amb els ballesters de taula. Els ballesters de taula que anaven en una galera no tenien obligació de remar. Però si algun remer tenia necessitat d'abandonar el seu banc, un ballester podia remar de forma voluntària. (Les galeres que preferia Muntaner tenien dos remers per banc, cadascun amb un rem. Les galeres amb terçols tenien tres remers per banc, però el tercer havia de fer de ballester. El resultat era una galera una mica més ràpida però amb ballesters cansats i poc efectius a l'hora de lluitar). En vaixells de passatges navegant a vela, hi havia (i encara hi ha) moltes tasques senzilles i poc perilloses: caçar i amollar braces i escotes, hissar o arriar des de coberta... Alguns passatgers col·laboraven en feines de la mena de les descrites. Una funció més pesada era la de manxar en la bomba de sentina. També està documentada l'ajuda dels passatgers en aquest treball.